# Lista de faixas e subfaixas do serviço radioamador no Brasil
As faixas e subfaixas do serviço radioamador no Brasil são normatizadas pela Resolução nº 697, de 28 de agosto de 2018, da Agência Nacional de Telecomunicações. As operações das estações devem limitar-se a faixas específicas, bem como devem ser observadas sub-faixas destinadas aos modos e tipos de emissão para as diversas classes.

### Plano de Faixas com Aplicações do Serviço de Radioamador

#### Faixa de 2.200 metros - Classe A (135  - 137kHz)
| Frequências (kHz) | Frequências (kHz) | CW | Fonia | Fonia | Fonia | Fonia | Modos Digitais | Demais Modos | Aplicações e observações |
| Inicial           | Final             | CW | SSB   | AM    | FM    | DV    | Modos Digitais | Demais Modos | Aplicações e observações |
| ----------------- | ----------------- | -- | ----- | ----- | ----- | ----- | -------------- | ------------ | ------------------------ |
| 135,7             | 137,8             | x  |       |       |       |       | x              |              | Nota 1                   |

```
Nota 1:
 ACDS pode ser utilizado com cautela desde que não cause interferências em comunicações ponto a ponto e DX.
```

#### Faixa de 630 metros - Classe A (474 - 479kHz)
| Frequência (kHz) | Frequência (kHz) | CW | Fonia | Fonia | Fonia | Fonia | Modos Digitais | Demais Modos | Aplicações e observações |
| Inicial          | Final            | CW | SSB   | AM    | FM    | DV    | Modos Digitais | Demais Modos | Aplicações e observações |
| ---------------- | ---------------- | -- | ----- | ----- | ----- | ----- | -------------- | ------------ | ------------------------ |
| 472              | 479              | x  |       |       |       |       | x              |              | Nota 1                   |

```
Nota 1:
 ACDS pode ser utilizado com cautela desde que não cause interferências em comunicações ponto a ponto e DX.
```

#### Faixa de 160 metros - Todas as classes (1800 - 1850 kHz) / Classe A (1850 - 2000 kHz)
| Frequência (kHz) | Frequência (kHz) | CW | Fonia | Fonia | Fonia | Fonia | Modos Digitais | Demais Modos | Aplicações e observações |
| Inicial          | Final            | CW | SSB   | AM    | FM    | DV    | Modos Digitais | Demais Modos | Aplicações e observações |
| ---------------- | ---------------- | -- | ----- | ----- | ----- | ----- | -------------- | ------------ | ------------------------ |
| 1800             | 1810             | x  |       |       |       |       | x              |              |                          |
| 1810             | 1830             | x  |       |       |       |       |                |              |                          |
| 1830             | 1839             | x  |       |       |       |       |                |              | DX                       |
| 1839             | 1840             | x  |       |       |       |       | x              |              | DX. Nota 1               |
| 1840             | 1843             | x  | x     |       |       |       | x              |              | DX                       |
| 1843             | 1850             | x  | x     |       |       |       |                |              | DX                       |
| 1850             | 2000             | x  | x     | x     |       | x     | x              | x            |                          |

```
Nota 1:
 ACDS pode ser utilizado com cautela desde que não cause interferências em comunicações ponto a ponto e DX.
```

#### Faixa de 80 metros - Todas as classes (3500 - 3800 kHz) / Classe A (3800 - 4000 kHz)
| Frequência (kHz) | Frequência (kHz) | CW | Fonia | Fonia | Fonia | Fonia | Modos Digitais | Demais Modos | Aplicações e observações |
| Inicial          | Final            | CW | SSB   | AM    | FM    | DV    | Modos Digitais | Demais Modos | Aplicações e observações |
| ---------------- | ---------------- | -- | ----- | ----- | ----- | ----- | -------------- | ------------ | ------------------------ |
| 3500             | 3510             | x  |       |       |       |       |                |              | DX                       |
| 3510             | 3570             | x  |       |       |       |       |                |              |                          |
| 3570             | 3580             | x  |       |       |       |       | x              |              |                          |
| 3580             | 3590             | x  |       |       |       |       | x              |              |                          |
| 3590             | 3600             | x  | x     | x     |       | x     | x              |              | ACDS                     |
| 3600             | 3625             | x  | x     | x     |       | x     | x              | x            | ACDS                     |
| 3625             | 3775             | x  | x     | x     |       | x     | x              | x            |                          |
| 3775             | 3800             | x  | x     |       |       | x     | x              | x            | DX                       |
| 3800             | 3875             | x  | x     |       |       | x     | x              | x            |                          |
| 3875             | 3900             | x  | x     | x     |       | x     | x              | x            |                          |
| 3900             | 4000             | x  | x     | x     |       | x     | x              | x            |                          |

#### Faixa de 60 metros - Classe A (5351.5 - 5366.5 kHz)
| Frequência (kHz) | Frequência (kHz) | CW | Fonia | Fonia | Fonia | Fonia | Modos Digitais | Demais Modos | Aplicações e observações |
| Inicial          | Final            | CW | SSB   | AM    | FM    | DV    | Modos Digitais | Demais Modos | Aplicações e observações |
| ---------------- | ---------------- | -- | ----- | ----- | ----- | ----- | -------------- | ------------ | ------------------------ |
| 5351,5           | 5354             | x  |       |       |       |       | x              |              |                          |
| 5354             | 5366             | x  | x     |       |       | x     | x              | x            | DX                       |
| 5366             | 5366,5           | x  |       |       |       |       | x              |              | ACDS                     |

#### Faixa de 40 metros - Todas as classes (7000 - 7047 kHz)   / Classes A e B  (7047 - 7300 kHz)
| Frequência (kHz) | Frequência (kHz) | CW | Fonia | Fonia | Fonia | Fonia | Modos Digitais | Demais Modos | Aplicações e observações |
| Inicial          | Final            | CW | SSB   | AM    | FM    | DV    | Modos Digitais | Demais Modos | Aplicações e observações |
| ---------------- | ---------------- | -- | ----- | ----- | ----- | ----- | -------------- | ------------ | ------------------------ |
| 7000             | 7025             | x  |       |       |       |       |                |              | DX                       |
| 7025             | 7040             | x  |       |       |       |       |                |              |                          |
| 7040             | 7047             | x  |       |       |       |       | X              |              |                          |
| 7047             | 7050             | x  | x     |       |       |       | X              |              | ADCS                     |
| 7050             | 7050             | x  | x     |       |       |       | X              | X            | ADCS                     |
| 7053             | 7100             | x  | x     |       |       |       | X              | X            |                          |
| 7100             | 7300             | x  | x     | x     |       | x     | X              | X            |                          |

#### Faixa de 30 metros - Classe A (10000 - 10500 kHz)
| Frequência (kHz) | Frequência (kHz) | CW | Fonia | Fonia | Fonia | Fonia | Modos Digitais | Demais Modos | Aplicações e observações |
| Inicial          | Final            | CW | SSB   | AM    | FM    | DV    | Modos Digitais | Demais Modos | Aplicações e observações |
| ---------------- | ---------------- | -- | ----- | ----- | ----- | ----- | -------------- | ------------ | ------------------------ |
| 10100            | 10130            | x  |       |       |       |       |                |              |                          |
| 10130            | 10140            | x  |       |       |       |       | x              |              | ACDS                     |
| 10140            | 10150            | x  |       |       |       |       | x              |              |                          |

#### Faixa de 20 metros - Classe A (14000 - 14350 kHz)
| Frequência (kHz) | Frequência (kHz) | CW | Fonia | Fonia | Fonia | Fonia | Modos Digitais | Demais Modos | Aplicações e observações |
| Inicial          | Final            | CW | SSB   | AM    | FM    | DV    | Modos Digitais | Demais Modos | Aplicações e observações |
| ---------------- | ---------------- | -- | ----- | ----- | ----- | ----- | -------------- | ------------ | ------------------------ |
| 14000            | 14025            | x  |       |       |       |       |                |              | DX                       |
| 14025            | 14070            | x  |       |       |       |       |                |              |                          |
| 14070            | 14089            | x  |       |       |       |       | x              |              |                          |
| 14089            | 14099            | x  |       |       |       |       | x              |              | ACDS                     |
| 14099            | 14101            | x  |       |       |       |       |                |              | IBP (exclusivo)          |
| 14101            | 14112            | x  | x     |       |       | x     | x              | x            | ACDS                     |
| 14112            | 14190            | x  | x     |       |       | x     | x              | x            |                          |
| 14190            | 14200            | x  | x     |       |       | x     | x              | x            | DX em SSB                |
| 14200            | 14285            | x  | x     |       |       | x     | x              | x            |                          |
| 14285            | 14300            | x  | x     | x     |       | x     | x              | x            |                          |
| 14300            | 14350            | x  | x     | x     |       | x     | x              | x            |                          |

#### Faixa de 17 metros - Classe A (18000 - 18500 kHz)
| Frequência (kHz) | Frequência (kHz) | CW | Fonia | Fonia | Fonia | Fonia | Modos Digitais | Demais Modos | Aplicações e observações |
| Inicial          | Final            | CW | SSB   | AM    | FM    | DV    | Modos Digitais | Demais Modos | Aplicações e observações |
| ---------------- | ---------------- | -- | ----- | ----- | ----- | ----- | -------------- | ------------ | ------------------------ |
| 18000            | 18095            | x  |       |       |       |       |                |              |                          |
| 18095            | 18105            | x  |       |       |       |       | x              |              |                          |
| 18105            | 18109            | x  |       |       |       |       | x              |              | ACDS                     |
| 18109            | 18111            | x  |       |       |       |       |                |              | IBP (exclusivo)          |
| 18111            | 18120            | x  | x     |       |       | x     | x              | x            | ACDS                     |
| 18120            | 18500            | x  | x     |       |       | x     | x              | x            |                          |

#### Faixa de 15 metros - Todas as classes (21000 - 21150 kHz) / Classes A e B (21150 a 21300 kHz) / Classe A ( 21300 a 21450 kHz)
| Frequência (kHz) | Frequência (kHz) | CW | Fonia | Fonia | Fonia | Fonia | Modos Digitais | Demais Modos | Aplicações e observações |
| Inicial          | Final            | CW | SSB   | AM    | FM    | DV    | Modos Digitais | Demais Modos | Aplicações e observações |
| ---------------- | ---------------- | -- | ----- | ----- | ----- | ----- | -------------- | ------------ | ------------------------ |
| 21000            | 21070            | x  |       |       |       |       |                |              |                          |
| 21070            | 21090            | x  |       |       |       |       | x              |              |                          |
| 21090            | 21110            | x  |       |       |       |       | x              |              | ACDS                     |
| 21110            | 21120            | x  |       |       |       |       | x              |              | ACDS                     |
| 21120            | 21149            | x  |       |       |       |       | x              |              |                          |
| 21149            | 21151            | x  |       |       |       |       |                |              | IBP (exclusivo)          |
| 21151            | 21380            | x  | x     |       |       | x     | x              | x            |                          |
| 21380            | 21500            | x  | x     | x     |       | x     | x              | x            |                          |

#### Faixa de 12 metros - Todas as classes (24500 - 25000 kHz)
| Frequência (kHz) | Frequência (kHz) | CW | Fonia | Fonia | Fonia | Fonia | Modos Digitais | Demais Modos | Aplicações e observações |
| Inicial          | Final            | CW | SSB   | AM    | FM    | DV    | Modos Digitais | Demais Modos | Aplicações e observações |
| ---------------- | ---------------- | -- | ----- | ----- | ----- | ----- | -------------- | ------------ | ------------------------ |
| 24500            | 24915            | x  |       |       |       |       |                |              |                          |
| 24915            | 24925            | x  |       |       |       |       | x              |              |                          |
| 24925            | 24929            | x  |       |       |       |       | x              |              | ACDS                     |
| 24929            | 24931            | x  |       |       |       |       |                |              | IBP (exclusivo)          |
| 24931            | 24940            | x  | x     |       |       | x     | x              | x            | ACDS                     |
| 24940            | 25000            | x  | x     |       |       | x     | x              | x            |                          |

#### Faixa de 10 metros - Todas as classes (28000 - 29700 kHz)
| Frequência (kHz) | Frequência (kHz) | CW | Fonia | Fonia | Fonia | Fonia | Modos Digitais | Demais Modos | Aplicações e observações                              |
| Inicial          | Final            | CW | SSB   | AM    | FM    | DV    | Modos Digitais | Demais Modos | Aplicações e observações                              |
| ---------------- | ---------------- | -- | ----- | ----- | ----- | ----- | -------------- | ------------ | ----------------------------------------------------- |
| 28000            | 28070            | x  |       |       |       |       |                |              |                                                       |
| 28070            | 28120            | x  |       |       |       |       | x              |              |                                                       |
| 28120            | 28150            | x  |       |       |       |       | x              |              | ACDS                                                  |
| 28150            | 28190            | x  |       |       |       |       | x              |              |                                                       |
| 28190            | 28199            | x  |       |       |       |       |                |              | Emissões Piloto                                       |
| 28199            | 28201            | x  |       |       |       |       |                |              | IBP (exclusivo)                                       |
| 28201            | 28225            | x  |       |       |       |       |                |              | Emissões Piloto                                       |
| 28225            | 28300            | x  |       |       |       |       | x              |              | Emissões Piloto                                       |
| 28300            | 28320            | x  | x     |       |       | x     | x              | x            | ACDS                                                  |
| 28320            | 29000            | x  | x     |       |       | x     | x              | x            |                                                       |
| 29000            | 29200            | x  | x     | x     | x     | x     | x              | x            | AM                                                    |
| 29200            | 29300            | x  | x     | x     | x     | x     | x              | x            | ACDS                                                  |
| 29300            | 29510            | x  | x     | x     | x     | x     | x              | x            | Satélites                                             |
| 29510            | 29520            |    |       |       |       |       |                |              | Banda de guarda                                       |
| 29520            | 29590            |    |       |       | x     | x     |                |              | Entradas de repetidoras (saídas +100 kHz) (exclusivo) |
| 29590            | 29620            | x  |       |       | x     | x     |                |              | Frequência de chamada FM: 29600 kHz                   |
| 29620            | 29700            |    |       |       | x     | x     |                |              | Saídas de repetidoras (entradas -100 kHz) (exclusivo) |

#### Faixa de 6 metros - Todas as classes (50,000 - 54,000 MHz)
| Frequência (MHz) | Frequência (MHz) | CW | Fonia | Fonia | Fonia | Fonia | Modos Digitais | Demais Modos | Aplicações e observações                              |
| Inicial          | Final            | CW | SSB   | AM    | FM    | DV    | Modos Digitais | Demais Modos | Aplicações e observações                              |
| ---------------- | ---------------- | -- | ----- | ----- | ----- | ----- | -------------- | ------------ | ----------------------------------------------------- |
| 50,000           | 50,100           | x  |       |       |       |       |                |              | Emissões Piloto                                       |
| 50,100           | 50,125           | x  | x     |       |       |       |                |              | DX. Frequência de chamada: 50,110 MHz                 |
| 50,125           | 50,400           | x  | x     |       |       |       | x              |              |                                                       |
| 50,400           | 50,500           | x  | x     | x     |       | x     | x              | x            | Emissões Piloto, ACDS                                 |
| 50,500           | 50,600           | x  | x     | x     |       | x     | x              | x            | ACDS                                                  |
| 50,600           | 50,800           | x  | x     | x     | x     | x     | x              | x            | ACDS                                                  |
| 50,800           | 51,000           | x  | x     | x     | x     | x     | x              | x            |                                                       |
| 51,000           | 51,110           | x  | x     |       |       |       |                |              | DX                                                    |
| 51,110           | 51,500           |    |       |       | x     | x     |                |              | Entradas de repetidoras (saídas +500 kHz) (exclusivo) |
| 51,500           | 51,610           | x  |       |       | x     | x     |                |              |                                                       |
| 51,610           | 52,000           |    |       |       | x     | x     |                |              | Saídas de repetidoras (entradas -500 kHz) (exclusivo) |
| 52,000           | 52,100           | x  | x     | x     | x     | x     | x              | x            | IVG                                                   |
| 52,100           | 54,000           | x  | x     | x     | x     | x     | x              | x            |                                                       |

#### Faixa de 2 metros - Todas as classes (144,000 - 148,000 MHz)
| Frequência (MHz) | Frequência (MHz) | CW | Fonia | Fonia | Fonia | Fonia | Modos    | Demais | Aplicações e observações                              |
| Inicial          | Final            | CW | SSB   | AM    | FM    | DV    | Digitais | Modos  | Aplicações e observações                              |
| ---------------- | ---------------- | -- | ----- | ----- | ----- | ----- | -------- | ------ | ----------------------------------------------------- |
| 144,000          | 144,025          | x  |       |       |       |       |          |        | Satélites. Nota 1                                     |
| 144,025          | 144,110          | x  |       |       |       |       |          |        | Reflexão Lunar, DX                                    |
| 144,110          | 144,150          | x  |       |       |       |       | x        |        | Reflexão Lunar, DX                                    |
| 144,150          | 144,180          | x  | x     |       |       |       | x        |        | DX                                                    |
| 144,180          | 144,275          | x  | x     |       |       |       |          |        | DX. Frequência de chamada: 144,2 MHz                  |
| 144,275          | 144,300          | x  |       |       |       |       |          |        | Emissões Piloto                                       |
| 144,300          | 144,360          | x  | x     |       |       |       |          |        |                                                       |
| 144,360          | 144,400          | x  | x     |       |       |       | x        |        | ACDS                                                  |
| 144,400          | 144,500          | x  | x     | x     | x     | x     | x        | x      | Emissões Piloto, ACDS. Nota 2                         |
| 144,500          | 144,600          | x  | x     | x     | x     | x     | x        | x      |                                                       |
| 144,600          | 144,900          |    |       |       | x     | x     |          |        | Entradas de Repetidoras (saídas +600 kHz) (exclusivo) |
| 144,900          | 145,000          | x  |       |       | x     | x     | x        |        | DX, ACDS                                              |
| 145,000          | 145,100          | x  | x     | x     | x     | x     | x        | x      | ACDS, IVG                                             |
| 145,100          | 145,200          | x  | x     | x     | x     | x     | x        | x      | IVG                                                   |
| 145,200          | 145,500          |    |       |       | x     | x     |          |        | Saídas de Repetidoras (entradas -600 kHz) (exclusivo) |
| 145,500          | 145,565          | x  | x     | x     | x     | x     | x        | x      |                                                       |
| 145,565          | 145,575          |    |       |       |       |       | x        |        | ACDS (APRS)                                           |
| 145,575          | 145,790          | x  | x     | x     | x     | x     | x        | x      |                                                       |
| 145,790          | 145,800          |    |       |       |       |       |          |        |                                                       |
| 145,800          | 146,000          | x  | x     | x     | x     | x     | x        | x      | Satélites (exclusivo)                                 |
| 146,000          | 146,390          |    |       |       | x     | x     |          |        | Entradas de Repetidoras (saídas +600 kHz) (exclusivo) |
| 146,390          | 146,600          | x  |       |       | x     |       |          |        |                                                       |
| 146,600          | 146,990          |    |       |       | x     | x     |          |        | Saídas de Repetidoras (entradas -600 kHz) (exclusivo) |
| 146,990          | 147,400          |    |       |       | x     | x     |          |        | Saídas de Repetidoras (entradas +600 kHz) (exclusivo) |
| 147,400          | 147,590          | x  |       |       | x     | x     |          |        |                                                       |
| 147,590          | 148,000          |    |       |       | x     | x     |          |        | Entradas de Repetidoras (saídas -600 kHz) (exclusivo) |

```
Nota 1:
 São autorizados todos os modos exigidos para estabelecimento da comunicação espacial nesta subfaixa. Desenvolvedores e operadores de satélites devem evitar transmissão abaixo de 144,0025 MHz.

Nota 2:
 A frequência de 144,490 MHz poderá ser eventualmente utilizada para 
uplink
 com a 
Estação Espacial Internacional
 (ISS). São autorizados todos os modos exigidos para estabelecimento desta comunicação espacial.
```

#### Faixa de 1,3 metros - Todas as classes (220,000 - 225,000 MHz)
| Frequência (MHz) | Frequência (MHz) | CW | Fonia | Fonia | Fonia | Fonia | Modos    | Demais | Aplicações e observações                               |
| Inicial          | Final            | CW | SSB   | AM    | FM    | DV    | Digitais | Modos  | Aplicações e observações                               |
| ---------------- | ---------------- | -- | ----- | ----- | ----- | ----- | -------- | ------ | ------------------------------------------------------ |
| 220,000          | 222,000          | x  | x     | x     | x     | x     | x        | x      | ACDS                                                   |
| 222,000          | 222,050          | x  |       |       |       |       | x        |        | Reflexão Lunar, DX                                     |
| 222,050          | 222,060          | x  |       |       |       |       |          |        | Emissões Piloto                                        |
| 222,060          | 222,070          | x  |       |       |       |       | x        |        | Emissões Piloto, ACDS                                  |
| 222,070          | 222,100          | x  | x     |       |       |       | x        |        | DX. Frequência de chamada: 222,100 MHz                 |
| 222,100          | 222,150          | x  | x     |       |       |       |          |        | DX                                                     |
| 222,150          | 222,250          | x  | x     |       |       |       |          |        |                                                        |
| 222,250          | 223,400          |    |       |       | x     | x     |          |        | Entradas de Repetidoras (saídas +1600 kHz) (exclusivo) |
| 223,400          | 223,520          | x  |       |       | x     | x     |          |        |                                                        |
| 223,520          | 223,640          | x  | x     | x     | x     | x     | x        | x      | ACDS                                                   |
| 223,640          | 223,700          | x  | x     | x     | x     | x     | x        | x      | ACDS, links e controles auxiliares de repetidoras.     |
| 223,700          | 223,750          | x  |       |       | x     | x     | x        |        | ACDS, IVG                                              |
| 223,750          | 223,850          | x  | x     | x     | x     | x     | x        | x      |                                                        |
| 223,850          | 225,000          |    |       |       | x     | x     |          |        | Saídas de Repetidoras (entradas -1600 kHz) (exclusivo) |

#### Faixa de 70 centímetros - Todas as classes (430,000 - 440,000 MHz)
| Frequência (MHz) | Frequência (MHz) | CW | Fonia | Fonia | Fonia | Fonia | Modos Digitais | Demais Modos | Aplicações e observações                            |
| Inicial          | Final            | CW | SSB   | AM    | FM    | DV    | Modos Digitais | Demais Modos | Aplicações e observações                            |
| ---------------- | ---------------- | -- | ----- | ----- | ----- | ----- | -------------- | ------------ | --------------------------------------------------- |
| 430,000          | 432,000          | x  | x     | x     | x     | x     | x              | x            |                                                     |
| 432,000          | 432,025          | x  |       |       |       |       |                |              | Reflexão Lunar                                      |
| 432,025          | 432,100          | x  |       |       |       |       | x              |              | Reflexão Lunar, DX                                  |
| 432,100          | 432,300          | x  | x     |       |       |       |                |              | DX. Frequência de chamada: 432,100 MHz              |
| 432,300          | 432,400          | x  |       |       |       |       |                |              | Emissões Piloto                                     |
| 432,400          | 432,420          | x  |       |       |       |       | x              |              | Emissões Piloto, ACDS                               |
| 432,420          | 433,000          | x  | x     |       |       |       | x              |              |                                                     |
| 433,000          | 433,050          | x  |       |       |       |       | x              |              | ACDS                                                |
| 433,050          | 433,150          | x  | x     | x     | x     | x     | x              | x            | IVG                                                 |
| 433,150          | 434,000          | x  | x     | x     | x     | x     | x              | x            |                                                     |
| 434,000          | 435,000          |    |       |       | x     | x     |                |              | Entradas de Repetidoras (saídas +5 MHz) (exclusivo) |
| 435,000          | 438,000          | x  | x     | x     | x     | x     | x              | x            | Satélites (exclusivo)                               |
| 438,000          | 439,000          | x  | x     | x     | x     | x     | x              | x            |                                                     |
| 439,000          | 440,000          |    |       |       | x     | x     |                |              | Saídas de Repetidoras (entradas -5 MHz) (exclusivo) |

#### Faixa de 33 centímetros - Todas as classes ( 902,000 - 928,000 MHz)
| Frequência (MHz) | Frequência (MHz) | CW | Fonia | Fonia | Fonia | Fonia | Modos Digitais | Demais Modos | Aplicações e observações                             |
| Inicial          | Final            | CW | SSB   | AM    | FM    | DV    | Modos Digitais | Demais Modos | Aplicações e observações                             |
| ---------------- | ---------------- | -- | ----- | ----- | ----- | ----- | -------------- | ------------ | ---------------------------------------------------- |
| 902,000          | 902,075          | x  |       |       |       |       |                |              | Reflexão Lunar                                       |
| 902,075          | 902,125          | x  | x     |       |       |       |                |              | DX. Frequência de Chamada: 902,1 MHz                 |
| 902,125          | 903,000          |    |       |       | x     | x     |                |              | Entradas de Repetidoras (saídas +25 MHz) (exclusivo) |
| 903,000          | 903,100          | x  | x     |       |       |       | x              |              | DX, Emissões Piloto, ACDS                            |
| 903,100          | 903,400          | x  | x     |       |       |       |                |              | DX. Frequência de Chamada: 903,1 MHz                 |
| 903,400          | 907,500          | x  | x     | x     | x     | x     | x              | x            |                                                      |
| 915,000          | 927,000          | x  | x     | x     | x     | x     | x              | x            | Banda Larga, ATV, DAT, SS                            |
| 927,000          | 927,125          | x  |       |       | x     | x     |                |              |                                                      |
| 927,125          | 928,000          |    |       |       | x     | x     |                |              | Saídas de Repetidoras (entradas -25 MHz) (exclusivo) |

#### Faixa de 23 centímetros - Todas as classes (1240 - 1300 MHz)
| Frequência (MHz) | Frequência (MHz) | CW | Fonia | Fonia | Fonia | Fonia | Modos Digitais | Demais Modos | Aplicações e observações                             |
| Inicial          | Final            | CW | SSB   | AM    | FM    | DV    | Modos Digitais | Demais Modos | Aplicações e observações                             |
| ---------------- | ---------------- | -- | ----- | ----- | ----- | ----- | -------------- | ------------ | ---------------------------------------------------- |
| 1240             | 1246             | x  |       |       |       |       |                | x            | FSTV, ATV Canal 1                                    |
| 1246             | 1248             |    |       |       | x     | x     |                |              | Links pareados com o segmento de 1258-1260 MHz       |
| 1248             | 1252             | x  |       |       |       |       | x              |              |                                                      |
| 1252             | 1258             | x  |       |       |       |       |                | x            | FSTV, ATV Canal 2                                    |
| 1258             | 1260             |    |       |       | x     | x     |                |              | Links pareados com segmento de 1246-1248 MHz         |
| 1260             | 1270             | x  | x     | x     | x     | x     | x              | x            | Satélites, Experimentais, simplex ATV                |
| 1270             | 1276             |    |       |       | x     | x     |                |              | Entradas de Repetidoras (saídas +12 MHz) (exclusivo) |
| 1276             | 1282             | x  |       |       |       |       |                | x            | FSTV, ATV Canal 3                                    |
| 1282             | 1288             |    |       |       | x     | x     |                |              | Saídas de Repetidoras (entradas -12 MHz) (exclusivo) |
| 1288             | 1294             | x  | x     | x     | x     | x     | x              | x            | Banda Larga, Experimentais, ATV Simplex              |
| 1294             | 1295             | x  |       |       | x     | x     |                |              | Frequência de Chamada FM: 1294,5 MHz                 |
| 1295             | 1295,8           | x  | x     | x     | x     | x     | x              | x            | Imagem de Banda Estreita, Experimentais.             |
| 1295,800         | 1296,080         | x  | x     |       |       |       | x              |              | DX, Reflexão Lunar                                   |
| 1296,080         | 1296,200         | x  | x     |       |       |       |                |              | DX. Frequência de Chamada: 1296,1 MHz                |
| 1296,2           | 1296,4           | x  |       |       |       |       | x              |              | Emissões Piloto, ACDS                                |
| 1296,4           | 1297             | x  | x     |       |       | x     | x              | x            | Banda Estreita                                       |
| 1297             | 1300             | x  |       |       |       |       | x              |              |                                                      |

#### Faixa de 13 centímetros - Todas as classes (2300 - 2450 MHz)
| Frequência (MHz) | Frequência (MHz) | CW | Fonia | Fonia | Fonia | Fonia | Modos Digitais | Demais Modos | Aplicações e observações                                                       |
| Inicial          | Final            | CW | SSB   | AM    | FM    | DV    | Modos Digitais | Demais Modos | Aplicações e observações                                                       |
| ---------------- | ---------------- | -- | ----- | ----- | ----- | ----- | -------------- | ------------ | ------------------------------------------------------------------------------ |
| 2300             | 2303             | x  | x     | x     | x     | x     | x              | x            | Analógico e digital, inclusive Full Duplex, pareado com 2390-2393 MHz. Nota 1. |
| 2303             | 2303,75          | x  | x     | x     | x     | x     | x              | x            | Analógico e digital, pareado com 2393-2393,75 MHz. Nota 1.                     |
| 2303,75          | 2304             | x  | x     |       |       |       | x              |              | DX. Nota 1.                                                                    |
| 2304             | 2304,1           | x  | x     |       |       |       | x              |              | Reflexão Lunar, DX, Nota 1.                                                    |
| 2304,1           | 2304,3           | x  |       |       |       |       | x              |              | DX. Frequência de Chamada: 2304,1 MHz. Nota 1.                                 |
| 2304,3           | 2304,4           | x  |       |       |       |       | x              |              | Emissões Piloto, ACDS, Nota 1.                                                 |
| 2304,4           | 2304,75          | x  | x     |       | x     |       | x              |              | DX. Nota 1.                                                                    |
| 2304,75          | 2305             | x  | x     | x     | x     | x     | x              | x            | Analógico e digital, pareado com 2394,75-2395 MHz. Nota 1.                     |
| 2305             | 2310             | x  | x     | x     | x     | x     | x              | x            | Analógico e digital, pareado com 2395-2400 MHz. Nota 1.                        |
| 2310             | 2390             | x  | x     |       | x     | x     | x              |              | Nota 1. Nota 2.                                                                |
| 2390             | 2393             | x  | x     | x     | x     | x     | x              | x            | Analógico e digital, inclusive Full Duplex, pareado com 2300-2303 MHz. Nota 1. |
| 2393             | 2393,75          | x  | x     | x     | x     | x     | x              | x            | Analógico e digital, pareado com 2303-2303,75 MHz. Nota 1.                     |
| 2393,75          | 2394,75          | x  | x     | x     | x     | x     | x              | x            | Experimentais. Nota 1.                                                         |
| 2394,75          | 2395             | x  | x     | x     | x     | x     | x              | x            | Analógico e digital, pareado com 2304,75-2305 MHz. Nota 1.                     |
| 2395             | 2400             | x  | x     | x     | x     | x     | x              | x            | Analógico e digital, pareado com 2305-2310 MHz. Nota 1.                        |
| 2400             | 2450             | x  | x     | x     | x     | x     | x              | x            | Satélites. Nota 1.                                                             |

Nota 1: A potência média na saída do transmissor e a EIRP para a faixa de 13 centímetros, em enlaces terrestres, ficam limitadas a 100 watts, na fração de tempo em que o sistema permanece ativo (duty cycle).
Nota 2: Reflexão Lunar autorizada entre 2320,0 MHz – 2320,1 MHz.

#### Faixa de 9 centímetros - Todas as classes (3300 - 3500 MHz)
| Frequência (MHz) | Frequência (MHz) | CW | Fonia | Fonia | Fonia | Fonia | Modos Digitais | Demais Modos | Aplicações e observações                                                                              |
| Inicial          | Final            | CW | SSB   | AM    | FM    | DV    | Modos Digitais | Demais Modos | Aplicações e observações                                                                              |
| ---------------- | ---------------- | -- | ----- | ----- | ----- | ----- | -------------- | ------------ | --- |
| 3300             | 3309             | x  | x     | x     | x     | x     | x              | x            | Analógico e digital, inclusive Full Duplex, pareado com 3430-3439 MHz (Split de 130 MHz)              |
| 3309             | 3310             | x  | x     | x     | x     | x     | x              | x            | Experimentais                                                                                         |
| 3310             | 3330             | x  | x     | x     | x     | x     | x              | x            | Analógico e digital, inclusive Full Duplex, pareado com 3410-3430 MHz (Split de 100 MHz)              |
| 3330             | 3332             | x  | x     | x     | x     | x     | x              | x            | Experimentais                                                                                         |
| 3332             | 3339             |    |       |       |       |       |                |              | Banda de guarda                                                                                       |
| 3339             | 3345,8           | x  | x     | x     | x     | x     | x              | x            | Analógico e digital, inclusive Full Duplex, pareado com 3439-3445,8 MHz (Split de 100 MHz)            |
| 3345,8           | 3352,5           |    |       |       |       |       |                |              | Banda de guarda                                                                                       |
| 3352,5           | 3355             | x  | x     | x     | x     | x     | x              | x            | Analógico e digital, inclusive Full Duplex, pareado com 3452,5-3445 MHz (Split de 100 MHz)            |
| 3355             | 3357             | x  | x     | x     | x     | x     | x              | x            | Experimentais                                                                                         |
| 3357             | 3360             | x  | x     | x     | x     | x     | x              | x            | Analógico e digital, inclusive Full Duplex, pareado com 3457-3460 MHz                                 |
| 3360             | 3400             | x  |       |       |       |       | x              | x            | Aplicações de Banda Larga, ATV (3360-3380 MHz)                                                        |
| 3400             | 3400,3           | x  | x     |       |       |       | x              |              | Reflexão Lunar, Satélites. Nota 1. Nota 2.                                                            |
| 3400,3           | 3401             | x  | x     |       |       |       | x              |              | DX, Satélites. Nota 1. Nota 2.                                                                        |
| 3401             | 3410             | x  | x     | x     | x     | x     | x              | x            | Satélites. Nota 2.                                                                                    |
| 3410             | 3430             | x  | x     | x     | x     | x     | x              | x            | Analógicos e digitais, incluindo Full Duplex, pareado com 3310-3333 MHz (Split de 100 MHz). Nota 2.   |
| 3430             | 3439             | x  | x     | x     | x     | x     | x              | x            | Analógicos e digitais, incluindo Full Duplex, pareado com 3300-3309 MHz (Split de 130 MHz). Nota 2.   |
| 3439             | 3445,8           | x  | x     | x     | x     | x     | x              | x            | Analógicos e digitais, incluindo Full Duplex, pareado com 3339-3345,8 MHz (Split de 100 MHz). Nota 2. |
| 3445,8           | 3452,5           | x  | x     | x     | x     | x     | x              | x            | Experimentais. Nota 2.                                                                                |
| 3452,5           | 3455             | x  | x     | x     | x     | x     | x              | x            | Analógicos e digitais, incluindo Full Duplex, pareado com 3352,5-3355 MHz (Split de 100 MHz). Nota 2. |
| 3455             | 3455,5           | x  | x     | x     | x     | x     | x              | x            | Transponder linear de banda cruzada (entrada ou saída). Nota 2.                                       |
| 3455,5           | 3456,3           | x  | x     |       | x     |       | x              |              | DX. Frequência de Chamada: 3456,1 MHz. Nota 2.                                                        |
| 3456,3           | 3457             | x  |       |       |       |       | x              |              | Emissões Piloto, ACDS. Nota 2                                                                         |
| 3457             | 3460             | x  | x     | x     | x     | x     | x              | x            | Analógicos e digitais, incluindo Full Duplex, pareado com 3357-3360 MHz (Split 100 MHz). Nota 2.      |
| 3460             | 3500             | x  | x     | x     | x     | x     | x              | x            | Aplicações de Banda Larga, ATV (3460-3480 MHz). Nota 2.                                               |

```
Nota 1:
 São autorizados todos os modos exigidos para estabelecimento da comunicação espacial nesta subfaixa.
```

```
Nota 2:
 A potência média na saída do transmissor e a EIRP para a faixa de 9 centímetros, em enlaces terrestres, ficam limitadas a 100 watts, na fração de tempo em que o sistema permanece ativo (duty cycle).
```

#### Faixa de 5 centímetros - Todas as classes (5650 - 5925 MHz)
| Frequência (MHz) | Frequência (MHz) | CW | Fonia | Fonia | Fonia | Fonia | Modos Digitais | Demais Modos | Aplicações e observações                              |
| Inicial          | Final            | CW | SSB   | AM    | FM    | DV    | Modos Digitais | Demais Modos | Aplicações e observações                              |
| ---------------- | ---------------- | -- | ----- | ----- | ----- | ----- | -------------- | ------------ | ----------------------------------------------------- |
| 5650             | 5670             | x  | x     | x     | x     | x     | x              | x            | Satélites (subida)                                    |
| 5670             | 5760             | x  | x     | x     | x     | x     | x              | x            |                                                       |
| 5760             | 5760,3           | x  | x     |       |       | x     | x              | x            | Reflexão Lunar, DX. Frequência de Chamada: 5760,1 MHz |
| 5760,3           | 5761             | x  |       |       |       |       | x              |              | Emissões Piloto                                       |
| 5761             | 5765             | x  | x     | x     | x     | x     | x              | x            | DX                                                    |
| 5765             | 5830             | x  | x     | x     | x     | x     | x              | x            |                                                       |
| 5830             | 5850             | x  | x     | x     | x     | x     | x              | x            | Satélites (descida)                                   |
| 5850             | 5925             | x  | x     | x     | x     | x     | x              | x            |                                                       |

#### Faixa de 3 centímetros - Todas as classes (10000 - 10500 MHz)
| Frequência (MHz) | Frequência (MHz) | CW | Fonia | Fonia | Fonia | Fonia | Modos Digitais | Demais Modos | Aplicações e observações                              |
| Inicial          | Final            | CW | SSB   | AM    | FM    | DV    | Modos Digitais | Demais Modos | Aplicações e observações                              |
| ---------------- | ---------------- | -- | ----- | ----- | ----- | ----- | -------------- | ------------ | ----------------------------------------------------- |
| 10000            | 10368            | x  | x     | x     | x     | x     | x              | x            | Frequência de Chamada: 10364 MHz. (Nota 1)            |
| 10368            | 10368,3          | x  | x     |       |       | x     | x              | x            | DX. Frequência de Chamada Banda Estreita: 10368,1 MHz |
| 10368,3          | 10368,4          | x  |       |       |       |       | x              |              | Emissões Piloto                                       |
| 10368,4          | 10450            | x  | x     | x     | x     | x     | x              | x            | Nota 1.                                               |
| 10450            | 10500            | x  | x     | x     | x     | x     | x              | x            | Satélites. Nota 2.                                    |

```
Nota 1:
 As operações nesses segmentos não devem causar interferências nas operações com modos de banda estreita nas proximidades de 10,368 GHz.
```

```
Nota 2:
 O segmento entre 10,450-10,452 GHz poderá ser utilizado também para modos de banda estreita e Reflexão Lunar para comunicações com países onde as frequências usuais de Reflexão Lunar e DX próximas de 10,368 GHz não estiverem autorizadas.
```

#### Faixa de 1,2 centímetros - Classe A
| Frequência (MHz) | Frequência (MHz) | CW | Fonia | Fonia | Fonia | Fonia | Modos Digitais | Demais Modos | Aplicações e observações                                                           |
| Inicial          | Final            | CW | SSB   | AM    | FM    | DV    | Modos Digitais | Demais Modos | Aplicações e observações                                                           |
| ---------------- | ---------------- | -- | ----- | ----- | ----- | ----- | -------------- | ------------ | ---------------------------------------------------------------------------------- |
| 24000            | 24048            | x  | x     | x     | x     | x     | x              | x            |                                                                                    |
| 24048            | 24048,75         | x  | x     |       |       | x     | x              | x            | Centro de atividade para modos com banda estreita: 24,0482 GHz. Satélites. Nota 1. |
| 24048,75         | 24049            | x  |       |       |       |       | x              |              | Emissões Piloto                                                                    |
| 24049            | 24050            | x  | x     |       |       | x     | x              | x            | Modos de banda estreita. Satélites. Nota 1.                                        |
| 24050            | 24250            | x  | x     | x     | x     | x     | x              | x            | Frequência preferencial para operação em banda larga: 24,125 GHz. Nota 2.          |

```
Nota 1:
 São autorizados todos os modos exigidos para estabelecimento da comunicação espacial nesta subfaixa.
```

```
Nota 2:
 Utilizar preferencialmente segmento compreendido entre 24 GHz e 24,050 GHz.
```

#### Faixa de 6 milímetros - Classe A
| Frequência (GHz) | Frequência (GHz) | CW | Fonia | Fonia | Fonia | Fonia | Modos Digitais | Demais Modos | Aplicações e observações                                                                   |
| Inicial          | Final            | CW | SSB   | AM    | FM    | DV    | Modos Digitais | Demais Modos | Aplicações e observações                                                                   |
| ---------------- | ---------------- | -- | ----- | ----- | ----- | ----- | -------------- | ------------ | ------------------------------------------------------------------------------------------ |
| 47,000           | 47,088           | x  | x     | x     | x     | x     | x              | x            | Nota 2.                                                                                    |
| 47,088           | 47,090           | x  | x     |       |       | x     | x              | x            | Centro de atividade para modos com banda estreita: 47,0882 GHz. Satélites. Nota 1. Nota 2. |
| 47,090           | 47,200           | x  | x     | x     | x     | x     | x              | x            | Nota 2.                                                                                    |

```
Nota 1:
 São autorizados todos os modos exigidos para estabelecimento da comunicação espacial nesta subfaixa
```

```
Nota 2
: A potência média na saída do transmissor e a EIRP para a faixa de 6 milímetros, em enlaces terrestres, ficam limitadas a 100 watts, na fração de tempo em que o sistema permanece ativo (duty cycle).
```

#### Faixa de 4 milímetros - Classe A
| Frequência (GHz) | Frequência (GHz) | CW | Fonia | Fonia | Fonia | Fonia | Modos Digitais | Demais Modos | Aplicações e observações                                                           |
| Inicial          | Final            | CW | SSB   | AM    | FM    | DV    | Modos Digitais | Demais Modos | Aplicações e observações                                                           |
| ---------------- | ---------------- | -- | ----- | ----- | ----- | ----- | -------------- | ------------ | ---------------------------------------------------------------------------------- |
| 76,000           | 77,500           | x  | x     |       |       | x     | x              | x            | Centro de atividade para modos com banda estreita: 76,0322 GHz                     |
| 77,500           | 77,501           | x  | x     |       |       | x     | x              | x            | Centro de atividade para modos com banda estreita: 77,5002 GHz. Satélites. Nota 1. |
| 77,501           | 78,000           | x  | x     | x     | x     | x     | x              | x            |                                                                                    |
| 78,000           | 81,000           | x  | x     | x     | x     | x     | x              | x            | Nota 2.                                                                            |

```
Nota 1:
 São autorizados todos os modos exigidos para estabelecimento da comunicação espacial nesta subfaixa.
```

```
Nota 2:
 Utilizar preferencialmente segmento compreendido entre 77,5 GHz e 78 GHz.
```

#### Faixa de 2,5 milímetros - Classe A
| Frequência (GHz) | Frequência (GHz) | CW | Fonia | Fonia | Fonia | Fonia | Modos    | Demais | Aplicações e observações |
| Inicial          | Final            | CW | SSB   | AM    | FM    | DV    | Digitais | Modos  | Aplicações e observações |
| ---------------- | ---------------- | -- | ----- | ----- | ----- | ----- | -------- | ------ | ------------------------ |
| 122,250          | 122,251          | x  | x     |       |       | x     | x        | x      | Modos de banda estreita  |
| 122,251          | 123,000          | x  | x     | x     | x     | x     | x        | x      |                          |

#### Faixa de 2 milímetros - Classe A
| Frequência (GHz) | Frequência (GHz) | CW | Fonia | Fonia | Fonia | Fonia | Modos    | Demais | Aplicações e observações                                        |
| Inicial          | Final            | CW | SSB   | AM    | FM    | DV    | Digitais | Modos  | Aplicações e observações                                        |
| ---------------- | ---------------- | -- | ----- | ----- | ----- | ----- | -------- | ------ | --------------------------------------------------------------- |
| 134,000          | 134,928          | x  | x     | x     | x     | x     | x        | x      | Satélites                                                       |
| 134,928          | 134,930          | x  | x     |       |       | x     | x        | x      | Centro de atividade para modos com banda estreita: 134,930 GHz. |
| 134,930          | 136,000          | x  | x     | x     | x     | x     | x        | x      |                                                                 |
| 136,000          | 141,000          | x  | x     | x     | x     | x     | x        | x      | Nota 1.                                                         |

```
Nota 1:
 Utilizar preferencialmente segmento compreendido entre 134 GHz e 136 GHz.
```

#### Faixa de 1 milímetro - Classe A
| Frequência (GHz) | Frequência (GHz) | CW | Fonia | Fonia | Fonia | Fonia | Modos    | Demais | Aplicações e observações             |
| Inicial          | Final            | CW | SSB   | AM    | FM    | DV    | Digitais | Modos  | Aplicações e observações             |
| ---------------- | ---------------- | -- | ----- | ----- | ----- | ----- | -------- | ------ | ------------------------------------ |
| 241,000          | 248,000          | x  | x     | x     | x     | x     | x        | x      | Nota 1.                              |
| 248,000          | 248,001          | x  | x     | x     | x     | x     | x        | x      | Satélites e modos com banda estreita |
| 248,001          | 250,000          | x  | x     | x     | x     | x     | x        | x      |                                      |

```
Nota 1:
 Utilizar preferencialmente segmento compreendidos entre 248 GHz e 250 GHz.
```

Definições
1. ACDS (Automatic Controlled Data Stations): Estações de operação automática em Modos Digitais. ACDS, quando citadas no Plano de Faixas, não se aplicam às Repetidoras de Voz Digital e IVG. Exemplos de ACDS: Digipeaters, Nodes, Gateways, APRS, WSPR, ALE, AMTOR, PACTOR.
2. AM (Amplitude Modulada): Modo de emissão que representa comunicação em Fonia AM analógica. Suas características estão elencadas no Item A.6 do Anexo A. O modo AM, conforme citado no Plano de Faixas, não é válido para Modos Digitais e Voz Digital.
3. Aplicação: Utilização prioritária da subfaixa, respeitando modo de emissão destinado à subfaixa. As aplicações especificadas de uso “exclusivo” restringem o uso da subfaixa apenas à aplicação citada.
4. Aplicações de Banda Larga: Exemplos SS (Spread Spectrum), HSMM (High Speed Multimedia), Protocolos 802.11.
6. CW (Continuous Wave): Modo de emissão telegráfica do código internacional Morse com interrupção de portadora, sendo suas características técnicas as elencadas no Item A.2 do Anexo A. O modo CW, conforme citado no Plano de Faixas, não é válido para Morse AM ou Morse FM/PM.
7. Demais Modos: Modos de emissão destinados a Morse AM, Morse FM/PM, modos experimentais e modos para transmissão de imagem analógica ou digital (exemplos: FSTV, ATV, SSTV, FAX). Suas características técnicas estão elencadas nos itens A.9. A.10, A.15, A.16, A.17, A.18, A.19, A.20, A.21, A.22 do Anexo A.
8. DV (Digital Voice): Modos de emissão que representam comunicações de Fonia Digital, Item A.11 do Anexo A.
9. FM (Frequência Modulada): Modo de emissão que representa comunicação em Fonia FM analógica. Suas características estão elencadas no Item A.7 do Anexo A. O modo FM, conforme citado no Plano de Faixas, não é válido para Modos Digitais e Voz Digital.
10. IBP (International Beacon Project): Subfaixa específica para operação das estações participantes do Projeto Internacional de Emissões Piloto.
11. IVG (Internet Voice Gateway): Estação que viabiliza transmissão de voz pela Internet por meio de VoIP e sistemas correlatos em frequência simplex.
12. Modos Digitais: Modos de emissão que representam comunicações de Dados e Teletipos Digitais, Itens A.3, A.4, A.5, A.12, A.13 e A.14 do Anexo A. Exemplos de Modos Digitais: RTTY, PSK, FSK.
13. SSB (Single Side Band): Modo de emissão que representa comunicação em Fonia SSB analógica. Suas características estão elencadas no Item A.8 do Anexo A. O modo SSB, conforme citado no Plano de Faixas, não é válido para Modos Digitais e Voz Digital.